# Białośliwie (gromada)
Białośliwie – dawna gromada, czyli najmniejsza jednostka podziału terytorialnego Polskiej Rzeczypospolitej Ludowej w latach 1954–1972.
Gromady, z gromadzkimi radami narodowymi (GRN) jako organami władzy najniższego stopnia na wsi, funkcjonowały od reformy reorganizującej administrację wiejską przeprowadzonej jesienią 1954 do momentu ich zniesienia z dniem 1 stycznia 1973, tym samym wypierając organizację gminną w latach 1954–1972.
Gromadę Białośliwie z siedzibą GRN w Białośliwiu utworzono – jako jedną z 8759 gromad na obszarze Polski – w powiecie wyrzyskim w woj. bydgoskim, na mocy uchwały nr 24/18 WRN w Bydgoszczy z dnia 5 października 1954. W skład jednostki weszły obszary dotychczasowych gromad Białośliwie i Dworzakowo, ponadto osiedle Kocik Młyn z dotychczasowej gromady Pobórka Wielka i osiedle Wymysłowo z dotychczasowej gromady Nieżychowo, ze zniesionej gminy Białośliwie w tymże powiecie. Dla gromady ustalono 25 członków gromadzkiej rady narodowej.
1 stycznia 1958 do gromady Białośliwie włączono wsie Dębówko Nowe, Dębówko Stare i Krostkowo oraz wybudowanie Różnowo ze zniesionej gromady Krostkowo w tymże powiecie.
31 grudnia 1961 do gromady Białośliwie włączono obszar zniesionej gromady Pobórka Wielka w tymże powiecie.
Gromada przetrwała do końca 1972 roku, czyli do kolejnej reformy gminnej. 1 stycznia 1973 w powiecie wyrzyskim reaktywowano gminę Białośliwie (od 1999 gmina Białośliwie znajduje się w powiecie pilskim w woj. wielkopolskim).